# Janville-sur-Juine
Pour les articles homonymes, voir Janville et Juine (homonymie).
Janville-sur-Juine (prononcé [ ʒɑ̃vil syʁ ʒɥin] ) est une commune française située dans le département de l'Essonne en région Île-de-France.
Ses habitants sont appelés les Janvillois.

## Géographie

### Situation

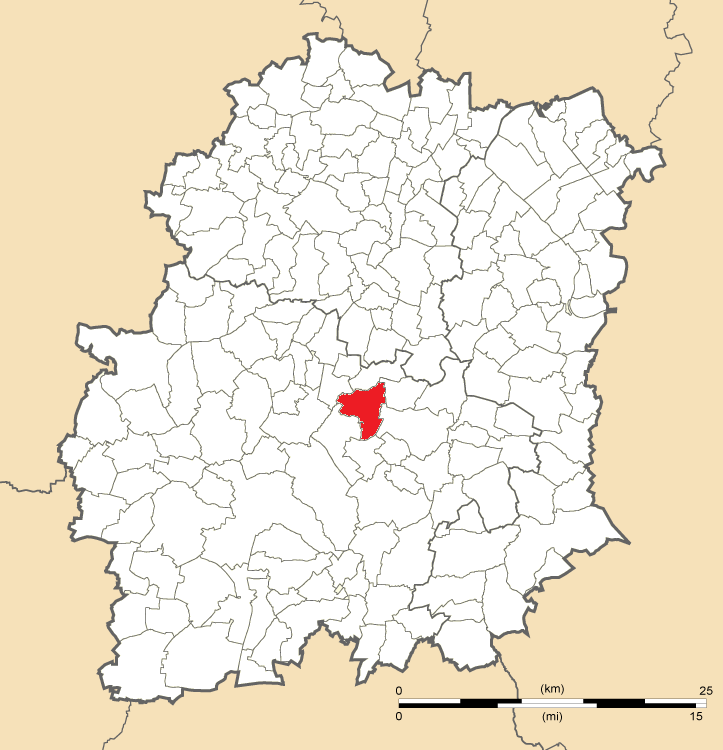
Position de Janville-sur-Juine en Essonne.

Janville-sur-Juine est située à trente-neuf kilomètres au sud-ouest à vol d'oiseau de Paris-Notre-Dame, point zéro des routes de France, dix-neuf kilomètres au sud-ouest d'Évry, douze kilomètres au nord-est d'Étampes, sept kilomètres au nord-ouest de La Ferté-Alais, neuf kilomètres au sud d'Arpajon, quatorze kilomètres au sud de Montlhéry, dix-neuf kilomètres au sud-ouest de Corbeil-Essonnes, dix-neuf kilomètres au nord-ouest de Milly-la-Forêt, dix-neuf kilomètres à l'est de Dourdan, vingt-deux kilomètres au sud de Palaiseau.
Le sentier de grande randonnée GR 1 traverse le territoire de la commune et se prolonge vers Cerny à l'est et Lardy au nord.

### Communes limitrophes
Les communes limitrophes sont  Auvers-Saint-Georges, Bouray-sur-Juine, Cerny, Chamarande, Lardy et Villeneuve-sur-Auvers.
|                      | Lardy                 | Bouray-sur-Juine |
| Chamarande           | Janville-sur-Juine    |                  |
| Auvers-Saint-Georges | Villeneuve-sur-Auvers | Cerny            |

### Hydrographie
La commune est traversée par la rivière la Juine, affluent de la rive gauche de l'Essonne et sous-affluent de la Seine.

### Climat
Pour des articles plus généraux, voir Climat de l'Île-de-France et Climat de l'Essonne.
En 2010, le climat de la commune est de type climat océanique dégradé des plaines du Centre et du Nord, selon une étude du CNRS s'appuyant sur une série de données couvrant la période 1971-2000. En 2020, Météo-France publie une typologie des climats de la France métropolitaine dans laquelle la commune est exposée à un climat océanique altéré et est dans la région climatique Sud-ouest du bassin Parisien, caractérisée par une faible pluviométrie, notamment au printemps (120 à 150 mm) et un hiver froid (3,5 °C).
Pour la période 1971-2000, la température annuelle moyenne est de 11,2 °C, avec une amplitude thermique annuelle de 15,3 °C. Le cumul annuel moyen de précipitations est de 683 mm, avec 11,3 jours de précipitations en janvier et 7,7 jours en juillet. Pour la période 1991-2020, la température moyenne annuelle observée sur la station météorologique la plus proche, située sur la commune de Brétigny-sur-Orge à 11 km à vol d'oiseau, est de 11,9 °C et le cumul annuel moyen de précipitations est de 628,9 mm,. Pour l'avenir, les paramètres climatiques de la commune estimés pour 2050 selon différents scénarios d'émission de gaz à effet de serre sont consultables sur un site dédié publié par Météo-France en novembre 2022.

### Milieux naturels et biodiversité
Les berges de la Juine et la vaste forêt communale ont été recensés au titre des espaces naturels sensibles par le conseil départemental de l'Essonne.

## Urbanisme

### Typologie
Au 1er janvier 2024, Janville-sur-Juine est catégorisée ceinture urbaine, selon la nouvelle grille communale de densité à sept niveaux définie par l'Insee en 2022.
Elle appartient à l'unité urbaine d'Étréchy, une agglomération intra-départementale regroupant six  communes, dont elle est une commune de la banlieue,,. Par ailleurs la commune fait partie de l'aire d'attraction de Paris, dont elle est une commune de la couronne,. Cette aire regroupe 1 929 communes,.

### Occupation des sols
Le territoire de la commune se compose en 2017 de 87,53 % d'espaces agricoles, forestiers et naturels, 5,84 % d'espaces ouverts artificialisés et 6,63 % d'espaces construits artificialisés.

### Habitat et logement
En 2018, le nombre total de logements dans la commune était de 891, alors qu'il était de 843 en 2013 et de 802 en 2008.
Parmi ces logements, 90,9 % étaient des résidences principales, 3,3 % des résidences secondaires et 5,8 % des logements vacants. Ces logements étaient pour 86,8 % d'entre eux des maisons individuelles et pour 13 % des appartements.
Le tableau ci-dessous présente la typologie des logements à Janville-sur-Juine en 2018 en comparaison avec celle de l'Essonne et de la France entière. Une caractéristique marquante du parc de logements est ainsi une proportion de résidences secondaires et logements occasionnels (3,3 %) supérieure à celle du département (1,6 %) mais inférieure à celle de la France entière (9,7 %). Concernant le statut d'occupation de ces logements, 82,1 % des habitants de la commune sont propriétaires de leur logement (81,6 % en 2013), contre 58,7 % pour l'Essonne et 57,5 % pour la France entière.
| Typologie                                               | Janville-sur-Juine | Essonne | France entière |
| ------------------------------------------------------- | ------------------ | ------- | -------------- |
| Résidences principales (en %)                           | 90,9               | 91,9    | 82,1           |
| Résidences secondaires et logements occasionnels (en %) | 3,3                | 1,6     | 9,7            |
| Logements vacants (en %)                                | 5,8                | 6,5     | 8,2            |

## Toponymie
L'origine du nom de la commune provient de l'expression latine Ionis Villa transformé en Hiemivilla.

## Histoire
La commune est créée en 1889 par détachement d'une partie du territoire d'Auvers-Saint-Georges.

## Politique et administration
La commune de Janville-sur-Juine est rattachée au canton d'Arpajon, à l'arrondissement d’Étampes et à la troisième circonscription de l'Essonne.

### Rattachements administratifs et électoraux

#### Rattachements administratifs
Antérieurement à la loi du 10 juillet 1964, la commune faisait partie du département de Seine-et-Oise. La réorganisation de la région parisienne en 1964 fit que la commune appartient désormais au département de l'Essonne et à son arrondissement d'Étampes après un transfert administratif effectif au 1er janvier 1968.
Elle faisait partie de sa création en 1889 à 1967 du canton de La Ferté-Alais. Lors de la mise en place de l'Essonne, la ville intègre le canton d'Étréchy. Dans le cadre du redécoupage cantonal de 2014 en France, cette circonscription administrative territoriale a disparu, et le canton n'est plus qu'une circonscription électorale.

#### Rattachements électoraux
Pour les élections départementales, la commune fait partie depuis 2014 du canton d'Arpajon
Pour l'élection des députés, elle fait partie de la troisième circonscription de l'Essonne.

### Intercommunalité
Janville-sur-Juine est membre de la communauté de communes Entre Juine et Renarde, un établissement public de coopération intercommunale (EPCI) à fiscalité propre créé fin 2003  et auquel la commune a transféré un certain nombre de ses compétences, dans les conditions déterminées par le code général des collectivités territoriales.

### Tendances et résultats politiques
Élections présidentielles, résultats des deuxièmes tours :
- Élection présidentielle de 2002 : 81,94 % pour Jacques Chirac (RPR), 18,06 % pour Jean-Marie Le Pen (FN), 84,99 % de participation[18].
- Élection présidentielle de 2007 : 54,55 % pour Nicolas Sarkozy (UMP), 45,45 % pour Ségolène Royal (PS), 86,74 % de participation[19].
- Élection présidentielle de 2012 : 51,56 % pour François Hollande (PS), 48,44 % pour Nicolas Sarkozy (UMP), 85,87 % de participation[20].

Élections législatives, résultats des deuxièmes tours :
- Élections législatives de 2002 : 53,96 % pour Geneviève Colot (UMP), 46,04 % pour Yves Tavernier (PS), 65,15 % de participation[21].
- Élections législatives de 2007 : 54,09 % pour Geneviève Colot (UMP), 45,91 % pour Brigitte Zins (PS), 60,65 % de participation[22].
- Élections législatives de 2012 : 53,57 % pour Michel Pouzol (PS), 46,43 % pour Geneviève Colot (UMP), 61,27 % de participation[23].

Élections européennes, résultats des deux meilleurs scores :
- Élections européennes de 2004 : 24,74 % pour Harlem Désir (PS), 15,20 % pour Patrick Gaubert (UMP), 51,38 % de participation[24].
- Élections européennes de 2009 : 24,71 % pour Michel Barnier (UMP), 24,71 % pour Daniel Cohn-Bendit (Les Verts), 51,08 % de participation[25].

Élections régionales, résultats des deux meilleurs scores :
- Élections régionales de 2004 : 50,65 % pour Jean-Paul Huchon (PS), 36,75 % pour Jean-François Copé (UMP), 70,57 % de participation[26].
- Élections régionales de 2010 : 60,23 % pour Jean-Paul Huchon (PS), 39,77 % pour Valérie Pécresse (UMP), 52,36 % de participation[27].

Élections cantonales et départementales, résultats des deuxièmes tours :
- Élections cantonales de 2004 : 55,97 % pour Claire-Lise Campion (PS), 44,03 % pour Denis Meunier (DVD), 69,97 % de participation[28].
- Élections cantonales de 2011 : 71,84 % pour Claire-Lise Campion (PS), 28,16 % pour Christine Dubois (UMP), 43,48 % de participation[29].

Élections municipales, résultats des deuxièmes tours :
- Élections municipales de 2001 : données manquantes.
- Élections municipales de 2008 : 629 voix pour Marc Germain (?), 627 voix pour Jérémie Buono (?), 69,94 % de participation[30].

Référendums :
- Référendum de 2000 relatif au quinquennat présidentiel : 69,82 % pour le Oui, 30,18 % pour le Non, 35,60 % de participation[31].
- Référendum de 2005 relatif au traité établissant une Constitution pour l'Europe : 54,21 % pour le Non, 45,79 % pour le Oui, 77,01 % de participation[32].

### Liste des maires
| Période                                  | Période                      | Identité             | Étiquette | Qualité |
| ---------------------------------------- | ---------------------------- | -------------------- | --------- | --- |
| Les données manquantes sont à compléter. |                              |                      |           | |
|                                          |                              |                      |           | |
| mai 1925                                 |                              | Eugène Pierre        |           | |
|                                          |                              |                      |           | |
| 1970                                     | 1983                         | Roger Morel          | PCF       | |
| Les données manquantes sont à compléter. |                              |                      |           | |
| ca. 1989                                 |                              | Anne-Marie Balançon  |           | |
| juin 1995                                | mars 2014                    | Francis Chalot       | Les Verts | Ingénieur de l'agriculture et de l'environnement 1er vice-président de la CC Entre Juine et Renarde            |
| mars 2014                                | mai 2020                     | Évelyne Chardenoux   | SE        | |
| mai 2020                                 | juillet 2023,                | Christophe Gardahaut | SE        | Technicien à la Banque de France Vice-président de la CC Entre Juine et Renarde (2020 → 2022) Mort en fonction |
| août 2023                                | En cours (au 4 octobre 2023) | Séverine Galibert    |           | Cadre |

### Jumelages
- Cullen (Écosse) (Royaume-Uni)

## Équipements et services publics

### Enseignement
Les élèves de Janville-sur-Juine sont rattachés à l'académie de Versailles.
La commune dispose sur son territoire de l'école maternelle Louise Michel et de l'école élémentaire de la Pierre Levée.

### Santé
La commune dispose sur son territoire de plusieurs cabinets de médecins, d'un cabinet d'ostéopathie, d'un cabinet dentaire, et de cabinets d'infirmières[réf. nécessaire].

## Population et société

### Démographie

#### Évolution démographique
L'évolution du nombre d'habitants est connue à travers les recensements de la population effectués dans la commune depuis 1891. Pour les communes de moins de 10 000 habitants, une enquête de recensement portant sur toute la population est réalisée tous les cinq ans, les populations de référence des années intermédiaires étant quant à elles estimées par interpolation ou extrapolation. Pour la commune, le premier recensement exhaustif entrant dans le cadre du nouveau dispositif a été réalisé en 2008.

En 2022, la commune comptait 1 997 habitants, en évolution de +1,94 % par rapport à 2016 (Essonne : +2,89 %, France hors Mayotte : +2,11 %).
| 1891 | 1896 | 1901 | 1906 | 1911 | 1921 | 1926 | 1931 | 1936 |
| ---- | ---- | ---- | ---- | ---- | ---- | ---- | ---- | ---- |
| 536  | 632  | 652  | 619  | 646  | 559  | 634  | 641  | 559  |

| 1946 | 1954 | 1962 | 1968 | 1975  | 1982  | 1990  | 1999  | 2006  |
| ---- | ---- | ---- | ---- | ----- | ----- | ----- | ----- | ----- |
| 592  | 629  | 776  | 894  | 1 314 | 1 527 | 1 714 | 1 788 | 1 848 |

| 2008  | 2013  | 2018  | 2022  | - | - | - | - | - |
| ----- | ----- | ----- | ----- | - | - | - | - | - |
| 1 861 | 1 964 | 1 965 | 1 997 | - | - | - | - | - |

#### Pyramide des âges
En 2018, le taux de personnes d'un âge inférieur à 30 ans s'élève à 34,2 %, soit en dessous de la moyenne départementale (39,9 %). À l'inverse, le taux de personnes d'âge supérieur à 60 ans est de 22,8 % la même année, alors qu'il est de 20,1 % au niveau départemental.
En 2018, la commune comptait 996 hommes pour 969 femmes, soit un taux de 50,69 % d'hommes, légèrement supérieur au taux départemental (48,98 %).
Les pyramides des âges de la commune et du département s'établissent comme suit.
| Hommes | Classe d’âge | Femmes |
| ------ | ------------ | ------ |
| 0,2    | 90 ou +      | 1,1    |
| 5,5    | 75-89 ans    | 6,8    |
| 14,8   | 60-74 ans    | 17,2   |
| 24,7   | 45-59 ans    | 24,5   |
| 18,4   | 30-44 ans    | 18,4   |
| 17,5   | 15-29 ans    | 14,3   |
| 19,0   | 0-14 ans     | 17,6   |

| Hommes | Classe d’âge | Femmes |
| ------ | ------------ | ------ |
| 0,5    | 90 ou +      | 1,4    |
| 5,4    | 75-89 ans    | 7,2    |
| 12,9   | 60-74 ans    | 13,9   |
| 20     | 45-59 ans    | 19,4   |
| 19,9   | 30-44 ans    | 20,1   |
| 20     | 15-29 ans    | 18,2   |
| 21,3   | 0-14 ans     | 19,8   |

### Cultes

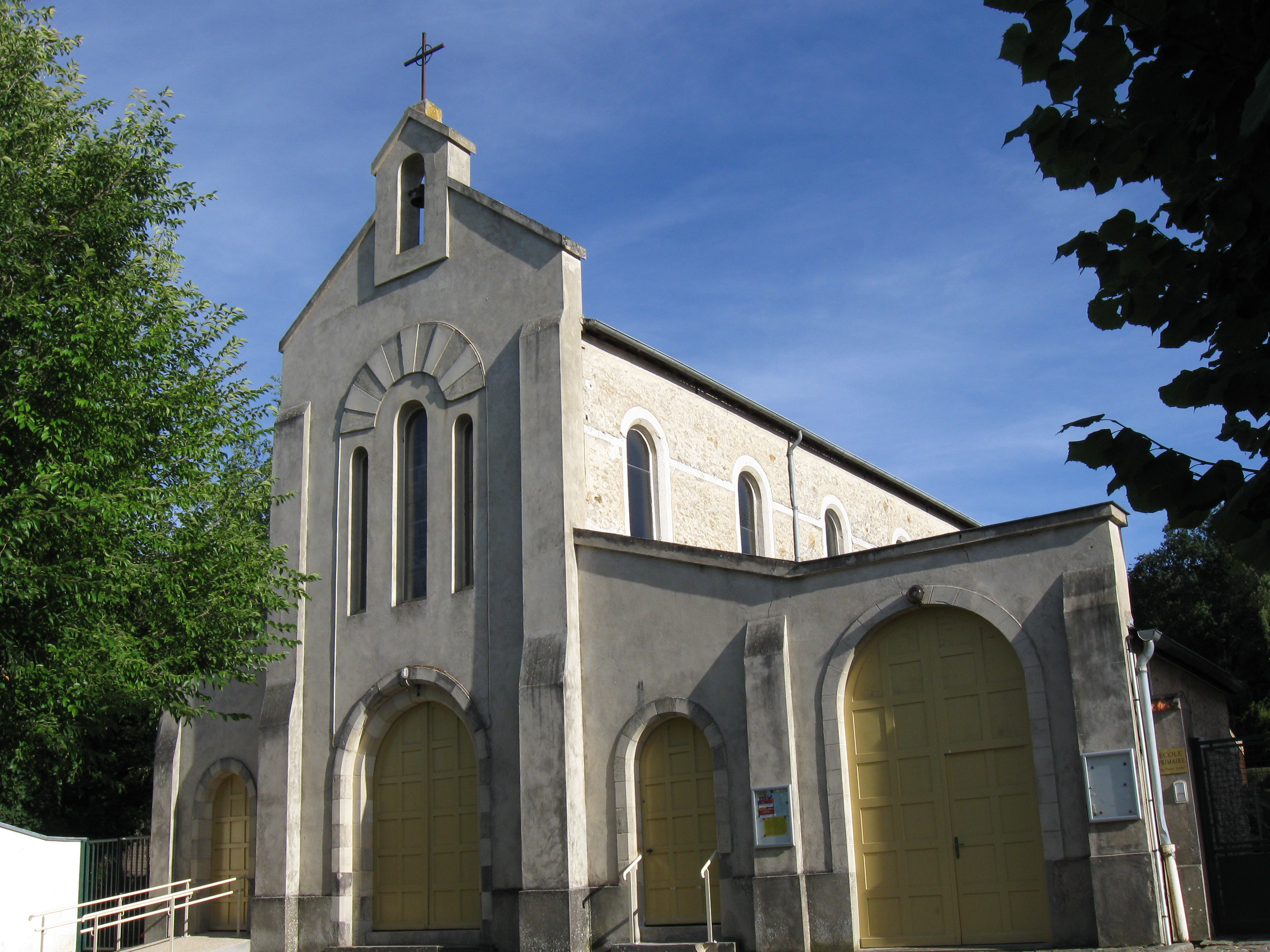
La chapelle Notre-Dame-de-la-Nativité.

La paroisse catholique de Janville-sur-Juine est rattachée au secteur pastoral de la Vallée de la Juine-Étréchy et au diocèse d'Évry-Corbeil-Essonnes. Elle dispose de la chapelle Notre-Dame-de-la-Nativité-de-la-Très-Sainte-Vierge.

### Médias
L'hebdomadaire Le Républicain relate les informations locales. La commune est en outre dans le bassin d'émission des chaînes de télévision France 3 Paris Île-de-France Centre, IDF1 et Téléssonne intégré à Télif.

## Économie

### Emplois, revenus et niveau de vie
En 2006, le revenu fiscal médian par ménage était de 24 046 €, ce qui plaçait la commune au 611e rang parmi les 30 687 communes de plus de cinquante ménages que compte le pays et au cinquante-huitième rang départemental.
| Répartition des emplois par catégories socioprofessionnelles en 2006. |              |                                           |                                                   |                            |                          |                           |
|                                                                       | Agriculteurs | Artisans, commerçants, chefs d’entreprise | Cadres et professions intellectuelles supérieures | Professions intermédiaires | Employés                 | Ouvriers                  |
| Janville-sur-Juine                                                    | -            | -                                         | -                                                 | -                          | -                        | -                         |
| Zone d'emploi de Dourdan                                              | 0,7 %        | 6,0 %                                     | 18,9 %                                            | 28,5 %                     | 26,3 %                   | 19,6 %                    |
| Moyenne nationale                                                     | 2,2 %        | 6,0 %                                     | 15,4 %                                            | 24,6 %                     | 28,7 %                   | 23,2 %                    |
| Répartition des emplois par secteurs d’activités en 2006.             |              |                                           |                                                   |                            |                          |                           |
|                                                                       | Agriculture  | Industrie                                 | Construction                                      | Commerce                   | Services aux entreprises | Services aux particuliers |
| Janville-sur-Juine                                                    | -            | -                                         | -                                                 | -                          | -                        | -                         |
| Zone d'emploi de Dourdan                                              | 1,7 %        | 10,4 %                                    | 7,5 %                                             | 11,8 %                     | 21,6 %                   | 6,9 %                     |
| Moyenne nationale                                                     | 3,5 %        | 15,2 %                                    | 6,4 %                                             | 13,3 %                     | 13,3 %                   | 7,6 %                     |
| Sources : Insee,                                                      |              |                                           |                                                   |                            |                          |                           |

## Culture locale et patrimoine

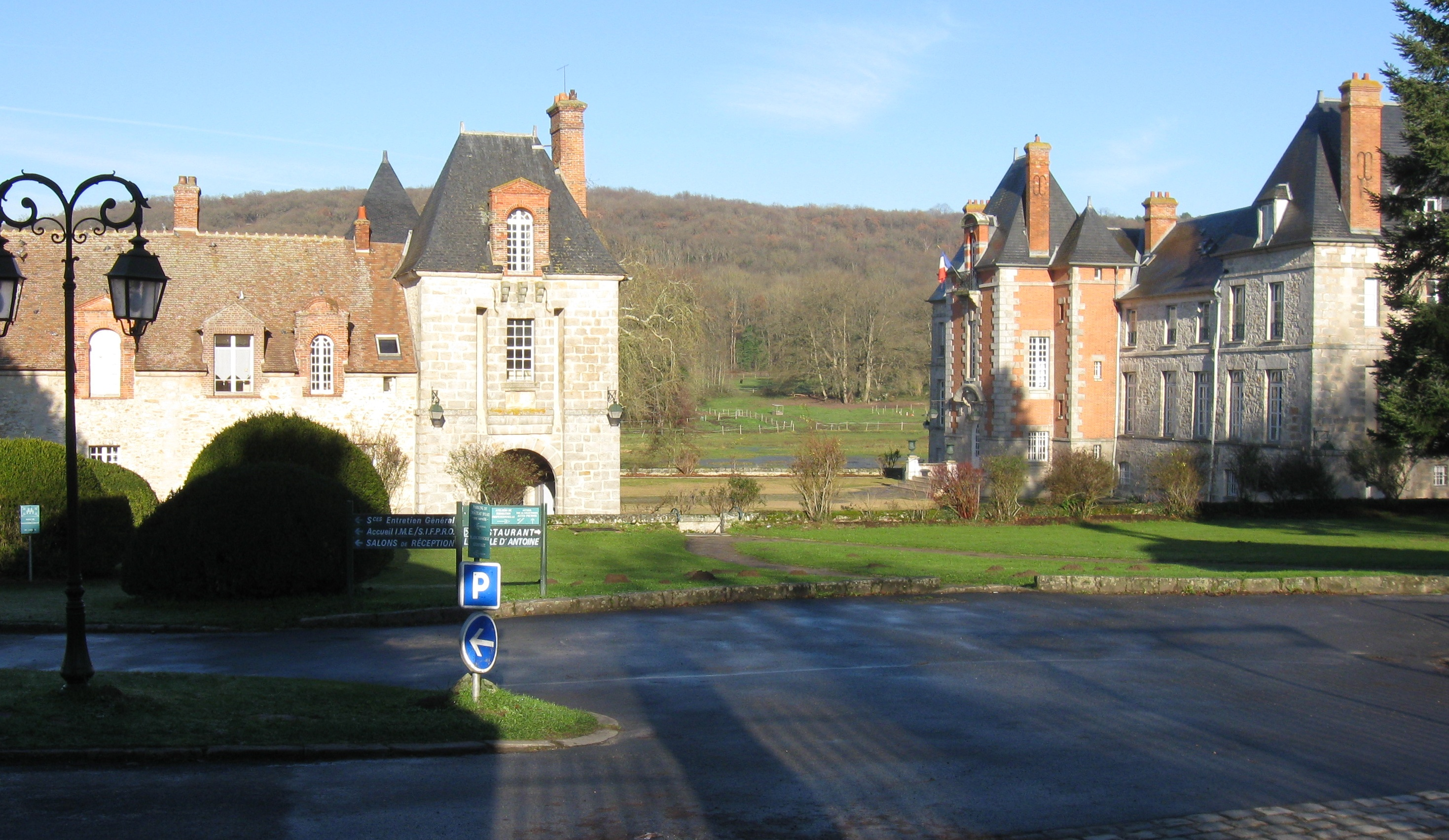
Le château de Gillevoisin.

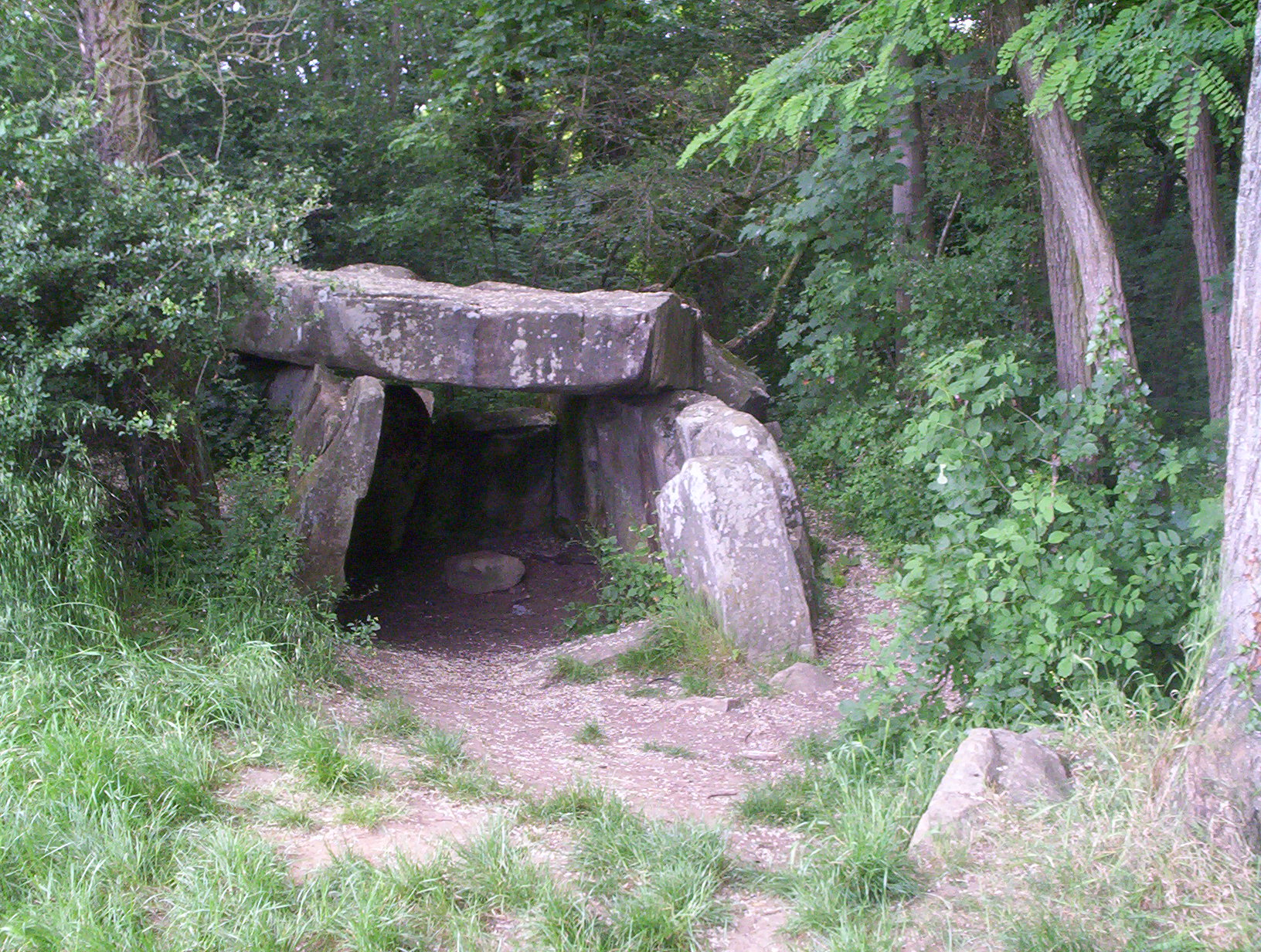
Dolmen dit de la Pierre-Levée.

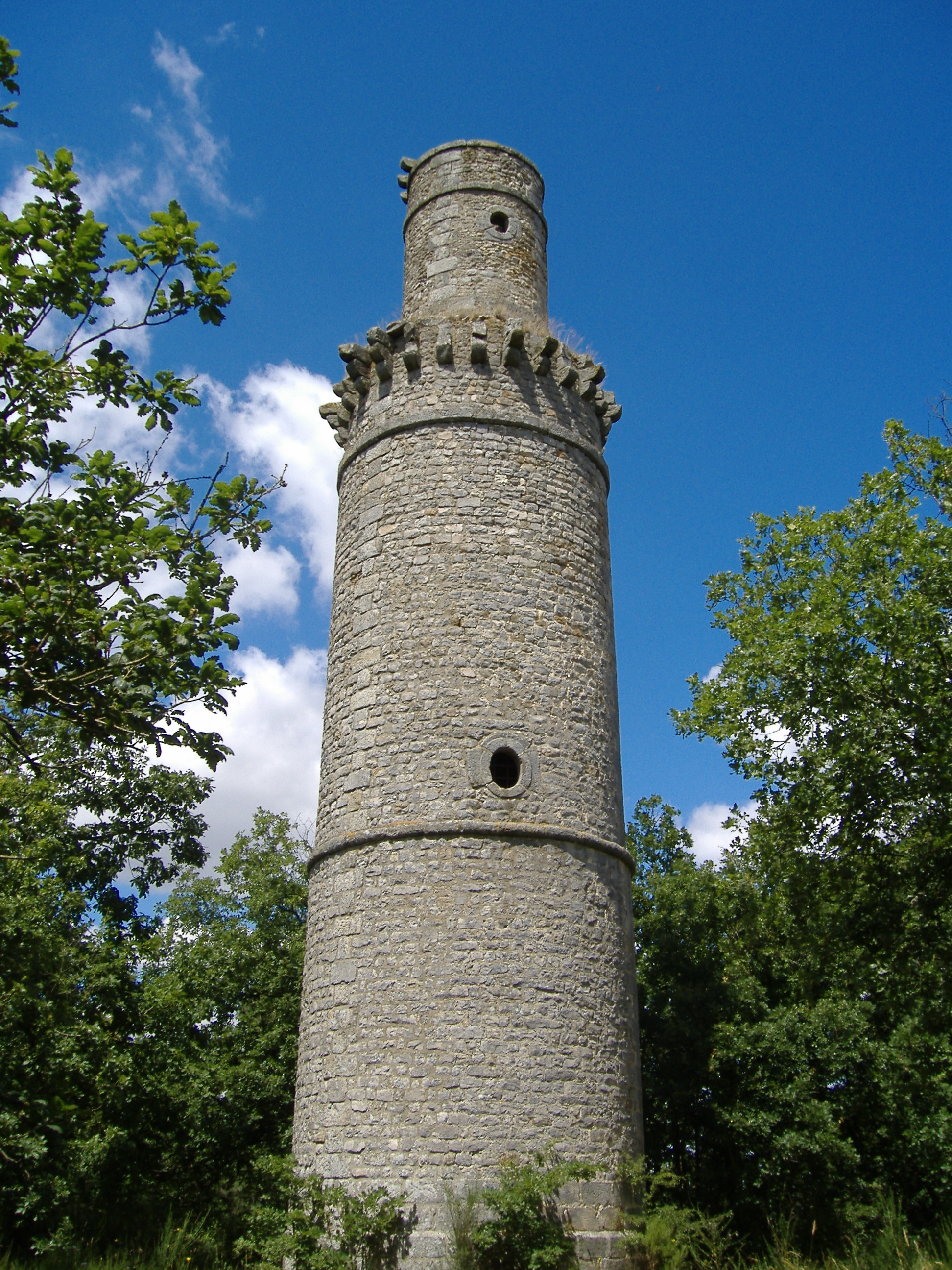
La tour de Pocancy.

### Lieux et monuments
- Pierre Levée : dolmen classé aux monuments historiques le 15 décembre 1949[52].
- Château de Gillevoisin : daté du XVIIe siècle, inscrit aux monuments historiques le 13 février 1969[53].
- La tour de Pocancy : fabrique de jardin du XVIIIe siècle inscrite aux monuments historiques le 21 juillet 1947[54]. Elle est rattachée au château de Mesnil-Voisin (situé en contrebas, sur la commune voisine de Bouray-sur-Juine) et non pas, comme on le prétend parfois, une tour permettant au Moyen Âge (elle n'existait alors pas) ni du temps du fameux télégraphe Chappe de communiquer avec la tour de Montlhéry.

### Personnalités liées à la commune
Différents personnages publics sont nés, décédés ou ont vécu à Janville-sur-Juine :
- Pierre Amédée Jaubert (1779-1847), orientaliste, traducteur et voyageur, y a vécu en tant que propriétaire du château de Gillevoisin. Sa fille Claire a épousé Jules Dufaure en 1841 ;
- Alphonse Duchesne de Gillevoisin 2e duc de Conegliano, (1798-1878), aristocrate et homme politique, en était le seigneur ;
- Adrien Duchesne de Gillevoisin, son fils, 3e duc de Conegliano(1825-1901), aristocrate et homme politique, propriétaire du château de Gillevoisin   ;
- Jules Dufaure (1798-1881), avocat et homme politique, y a séjourné en tant que propriétaire du château de Gillevoisin ;
- Jean Degrave (1921-1993), acteur, y est né ;
- Antoine Parachini (1897-1963), international français de football, y est né.

### Janville-sur-Juine dans les arts et la culture
- Janville-sur-Juine a servi de lieu de tournage au film Les Grandes Vacances de Jean Girault sorti en 1967[55],[56].